# Galería de Arte Nacional (Caracas)
La Galería de Arte Nacional (GAN) es un museo de arte dedicado a la exhibición y preservación de obras de Venezuela. La GAN está ubicada en el llamado circuito cultural de la ciudad de Caracas, entre las parroquias Candelaria y San Agustín. La GAN posee una colección que atesora cerca de 9000 obras de diversos autores, géneros y tendencias que incluyen pintura, dibujo, estampa, fotografía, escultura, instalación, video-instalación, cerámica y textil. 
Entre sus obras se incluyen piezas de la época prehispánica, pinturas coloniales, esculturas y obras del arte moderno venezolano.

## Historia
La Galería de Arte Nacional nace el 1 de octubre de 1974 con la intención de resaltar el arte venezolano en un solo espacio, el problema era que no existía una sede propia para la galería, entonces se decide otorgarle el antiguo edificio del Museo de Bellas Artes construido en 1938 por el arquitecto Carlos Raúl Villanueva.
La GAN abre sus puertas al público el 6 de abril de 1976 y a tan solo un año de exposiciones se propone la construcción de un edificio propio pero la idea no se lleva a cabo sino hasta 1988 cuando comienza el proyecto para su nueva sede, pero sin que lograse llevarse a cabo.

### Actual Sede de la GAN
En 2005 se retoman los planes para una nueva sede con una estructura diseñada por el arquitecto Carlos Gómez de Llarena A mediados de 2006 se inaugura la primera etapa de la nueva sede ubicada frente al Complejo Parque Central, entre las avenidas Bolívar y México a menos de 600 metros de su sede antigua.
La Galería es inaugurada por el presidente Hugo Chávez el 25 de abril de 2009 fortaleciendo el nuevo centro cultural extendiendo el circuito museístico de Caracas. La edificación, constituida por tres volúmenes, cuenta con un área total de 30.785 m², estructurada en tres niveles de doble altura (6,50 metros) que incluyen espacios destinados a las áreas técnicas, administrativas propias del museo y espacios educativos y recreativos. Las áreas expositivas, ubicadas en el cuerpo central, comprenden dos niveles rectangulares de prolongada especialidad que superan los 2.500 m² cada uno, un sótano y una gran tienda de arte , además de todos los servicios necesarios correspondientes al diseño de un museo moderno. Actualmente, la nueva GAN es la edificación museística de mayor dimensión concebida en Venezuela y Latinoamérica.

### La Colección

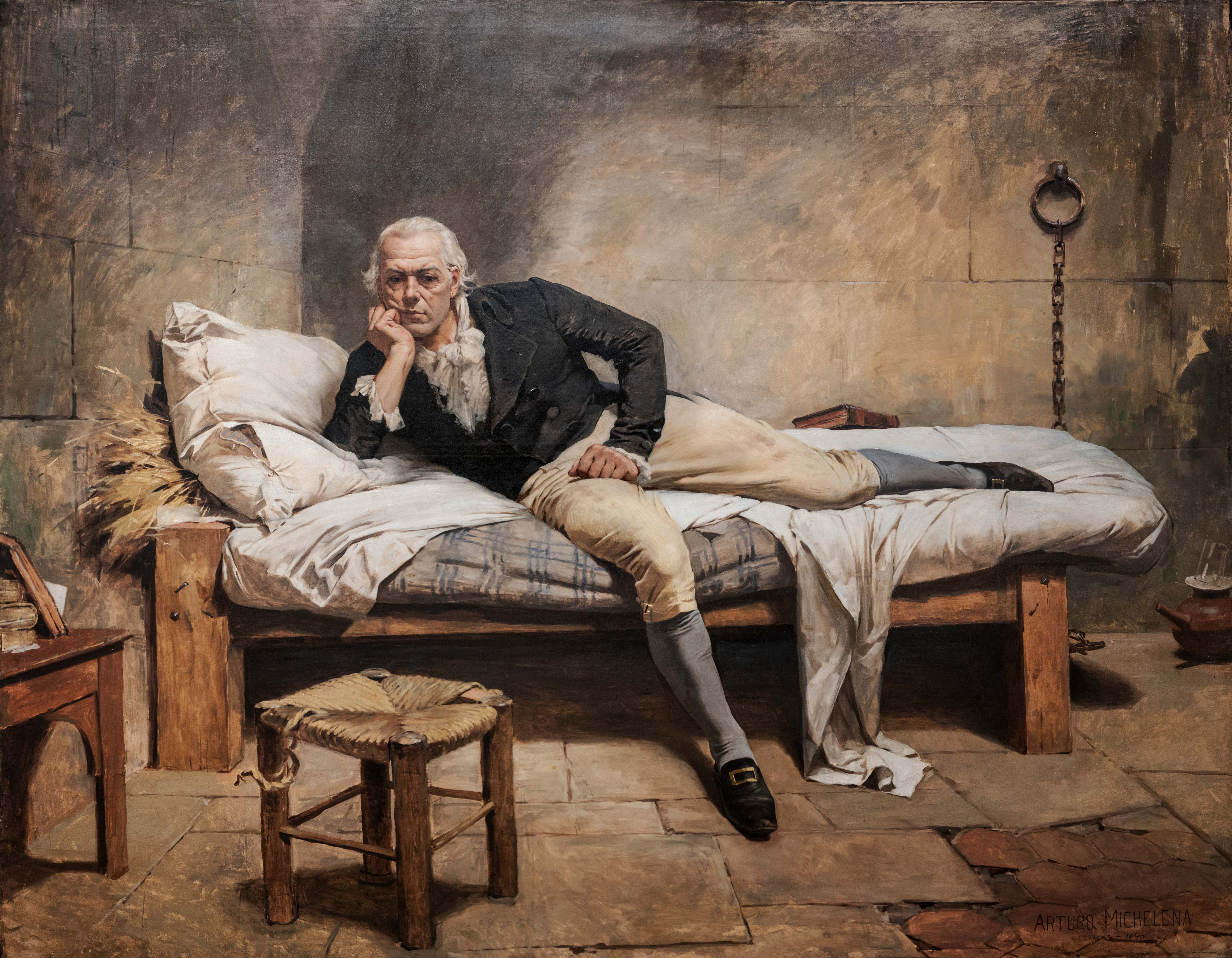
Miranda en la Carraca, Arturo Michelena

La Colección de la Galería de Arte Nacional (GAN) se remonta a los orígenes del Museo de Bellas Artes (MBA) en 1917, cuando Christian Witzke realizó las primeras adquisiciones, reubicaciones y localizaciones de obras dispersas en ministerios y diversas instituciones públicas. Esta primera etapa se cierra en 1938 cuando este patrimonio es ubicado en el edificio neoclásico ubicado en el Parque Los Caobos.
En la actualidad la colecciones de la GAN, muestra el mayor patrimonio artístico que posee el país, abarcan un lapso histórico de varios siglos e incluyen obras que dan testimonio de las tendencias artísticas más diversas. Este patrimonio, enriquecido año tras año, alcanza más de nueve mil obras. El valor de estas colecciones es incalculable y constituyen una gran ayuda para comprender los procesos creativos del arte venezolano. Petroglifos indígenas; obras históricas ejemplares como Miranda en La Carraca, de Arturo Michelena; el conjunto de dibujos de Camille Pissarro realizados durante su permanencia en Venezuela a mediados del siglo XIX; un grupo significativo de trabajos de Armando Reverón, o la reveladora Reticulárea de Gego, son algunas de sus posesiones más valiosas. Por otra parte, un núcleo de obras contemporáneas que expanden actualmente las fronteras de las disciplinas tradicionales de nuestras artes visuales está igualmente representado. Esta variedad y riqueza de obras, ha exigido que la GAN posea uno de los departamentos de conservación más capacitados del país.

## Galería

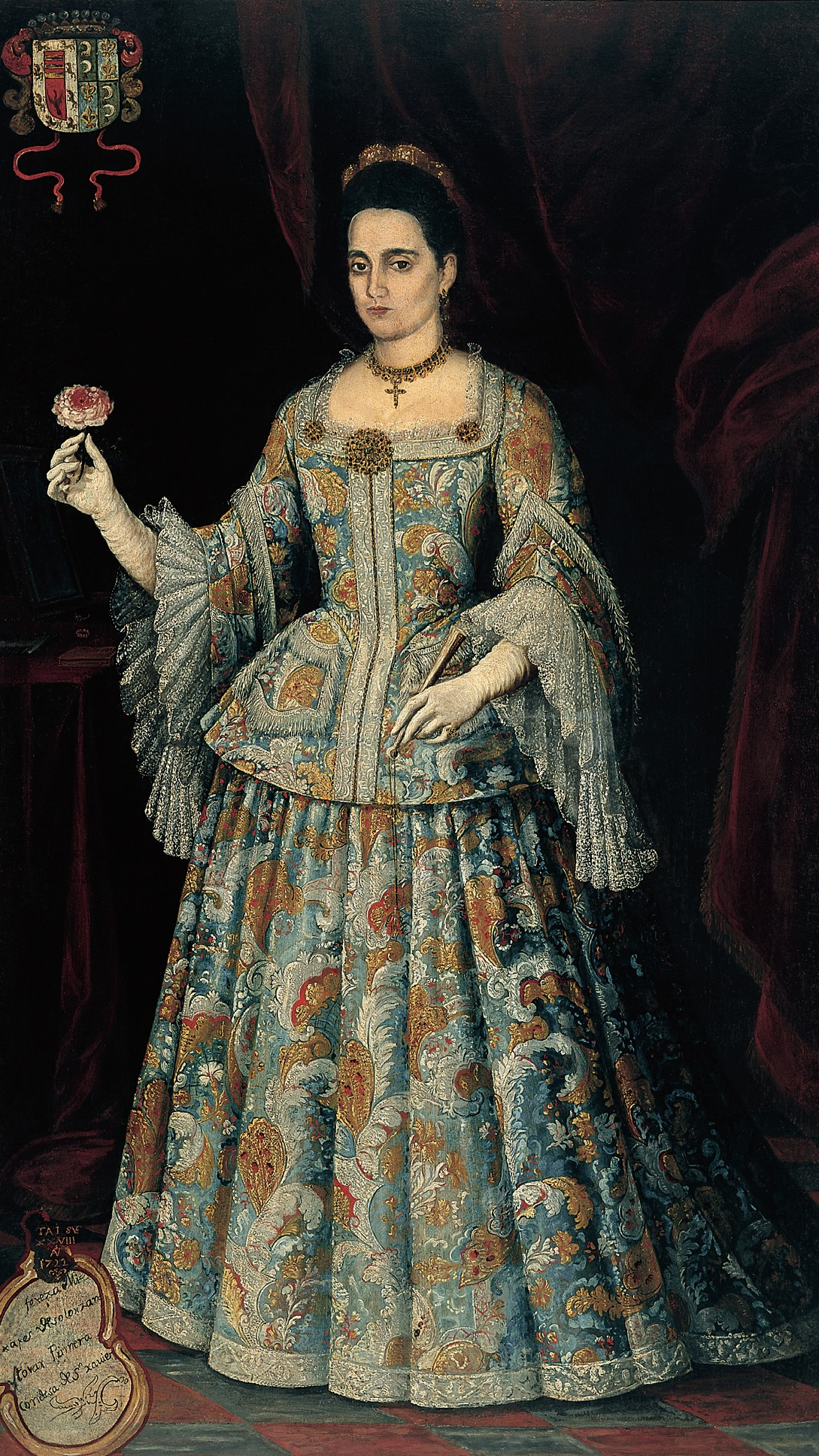
Bartolomé Alonso de Cazales, Teresa Mixares de Solórzano y Tovar. Primera Condesa de San Xavier, 1722.
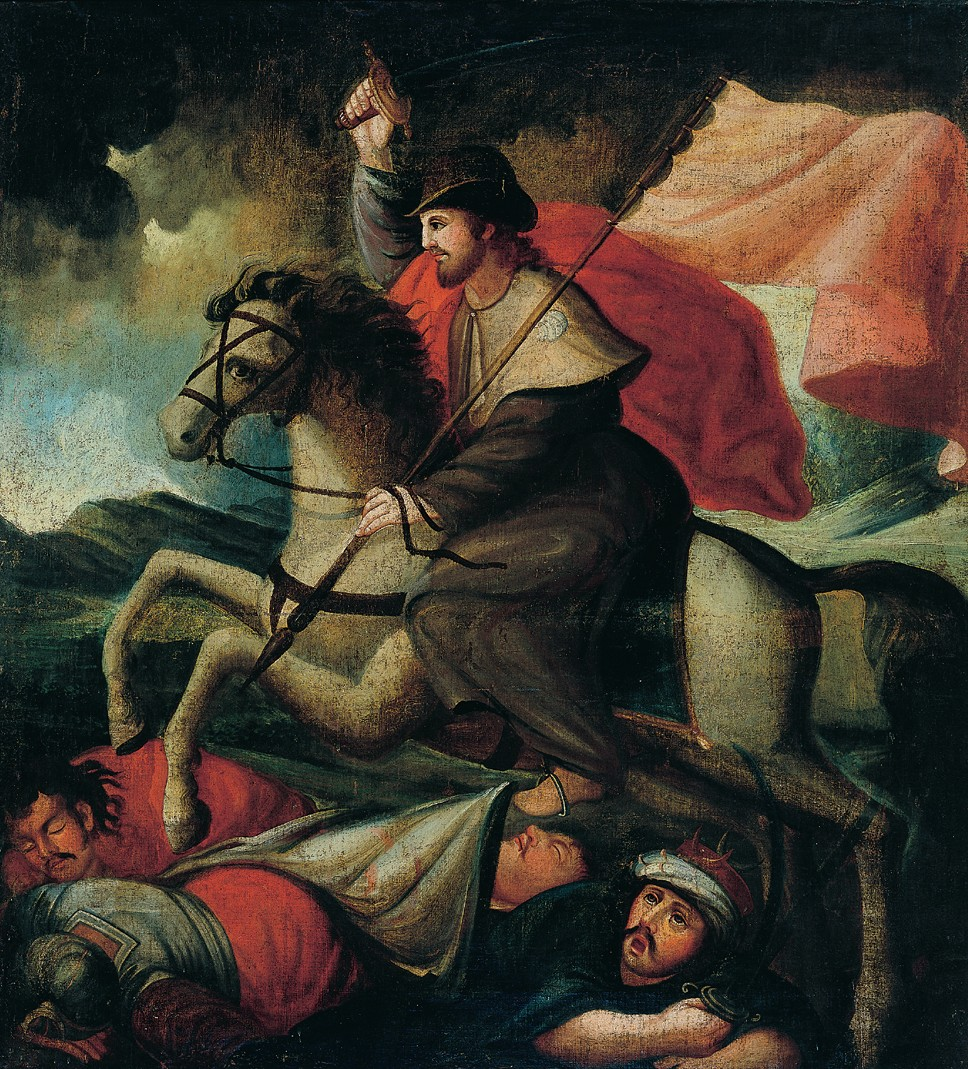
Anónimo. Escuela de Caracas, Santiago Matamoros, segunda mitad del siglo XVIII.
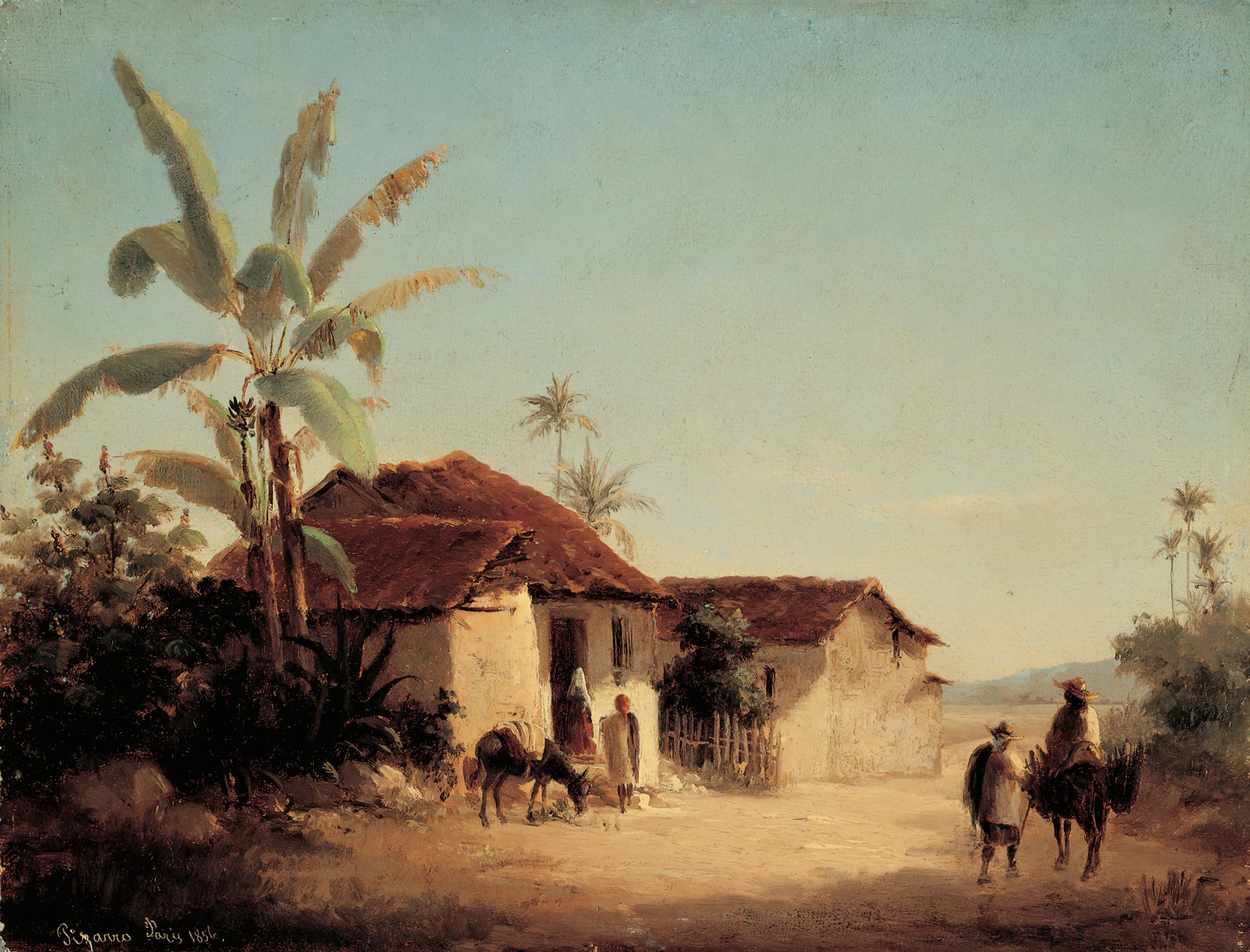
Camille Pissarro, Paisaje tropical con casas rurales y palmeras, 1853.
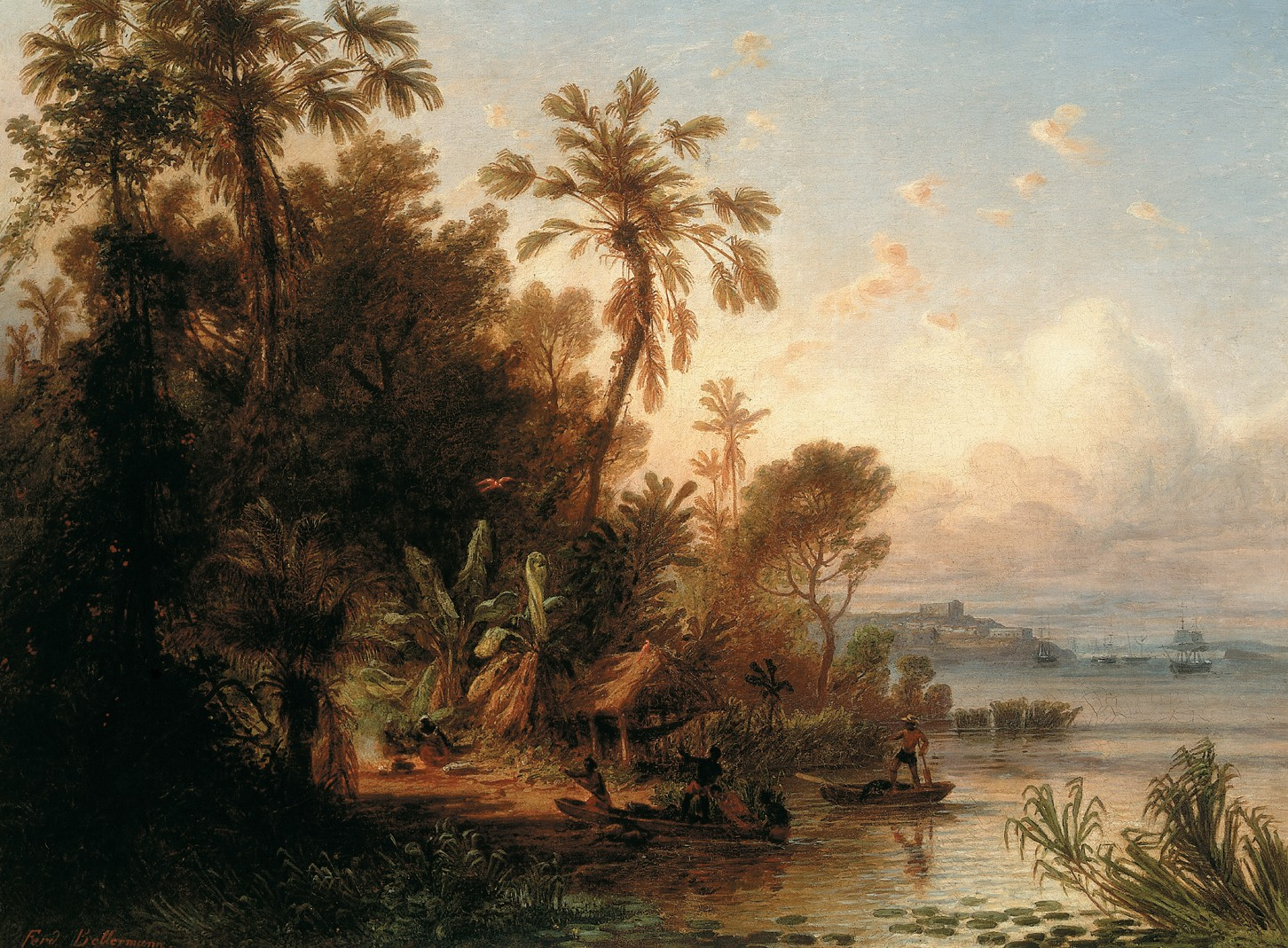
Ferdinand Bellermann,En el Orinoco, hacia 1860.
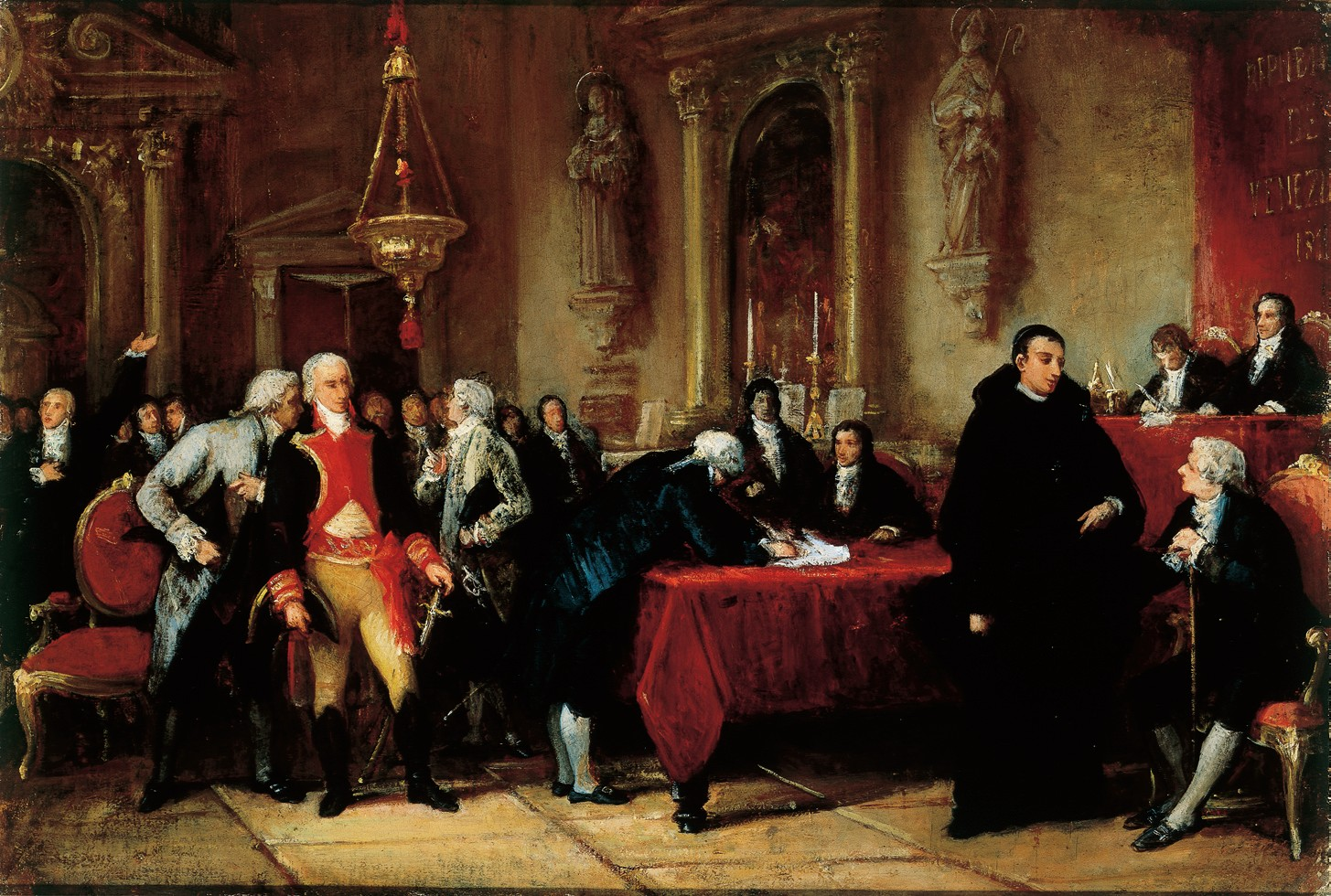
Martin Tovar y Tovar, Boceto para la Firma del Acta de Independencia, 1876-77.
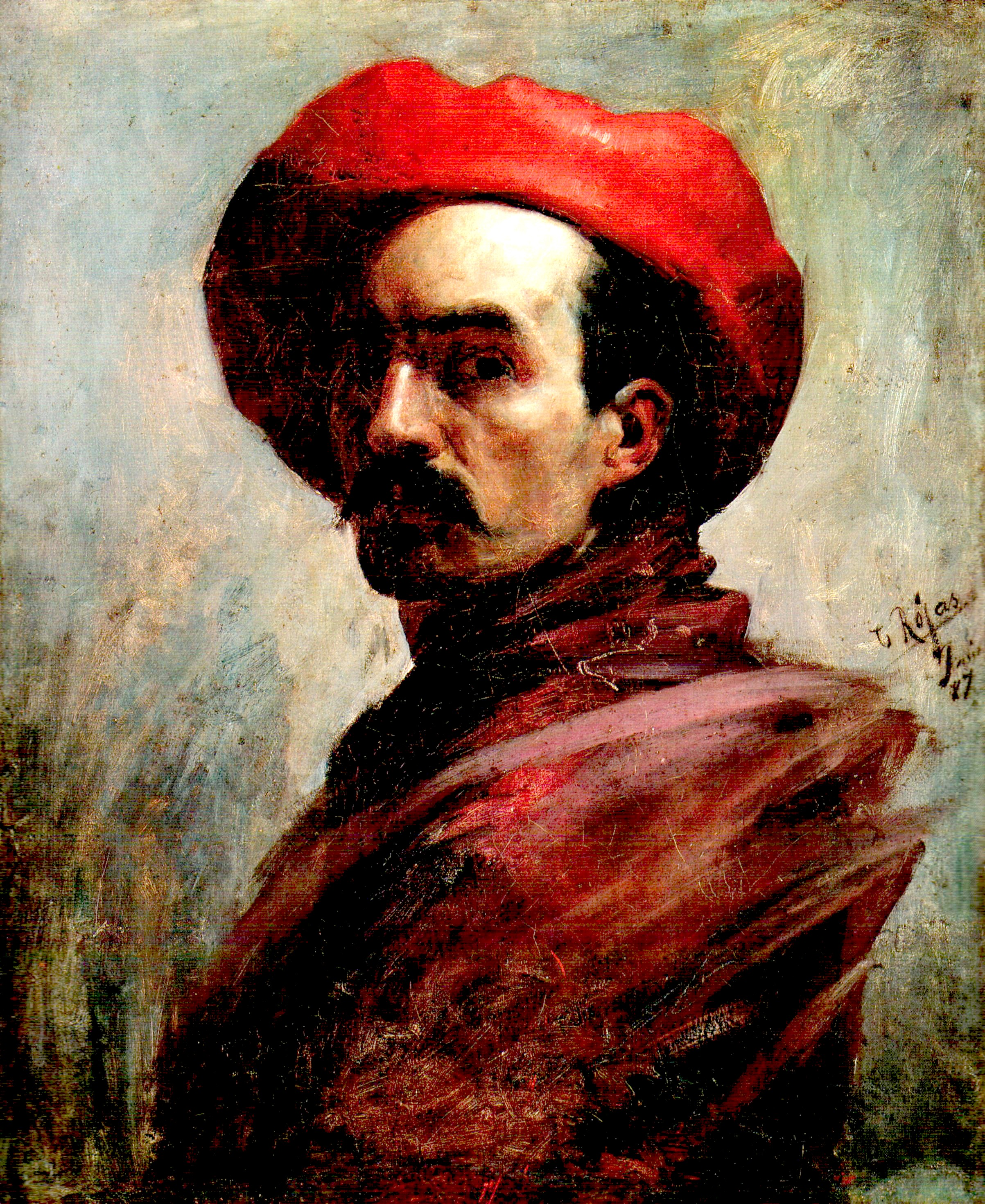
Cristóbal Rojas, Autorretrato con sombrero rojo, 1887.
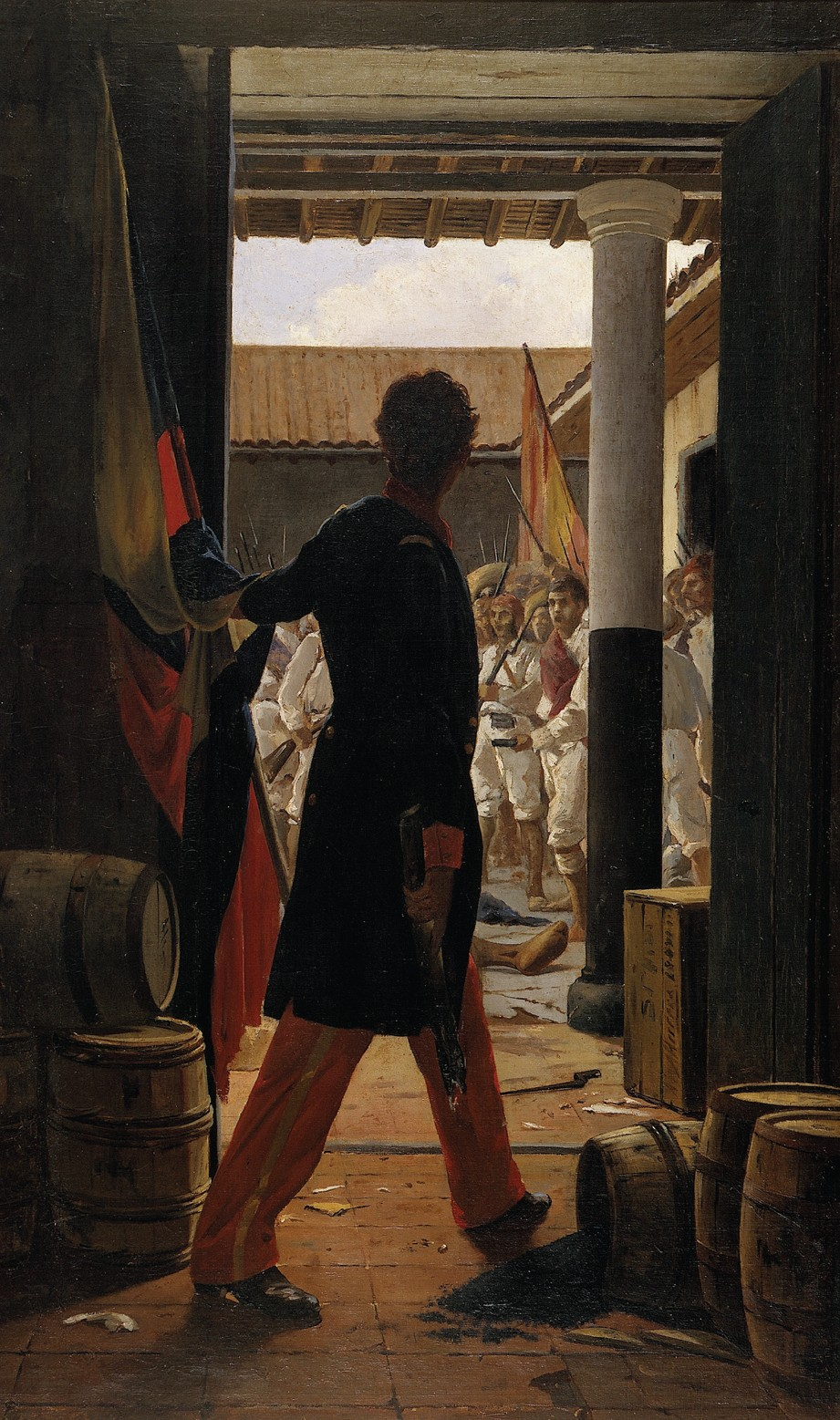
Antonio Herrera Toro, Ricaurte en San Mateo, 1889.
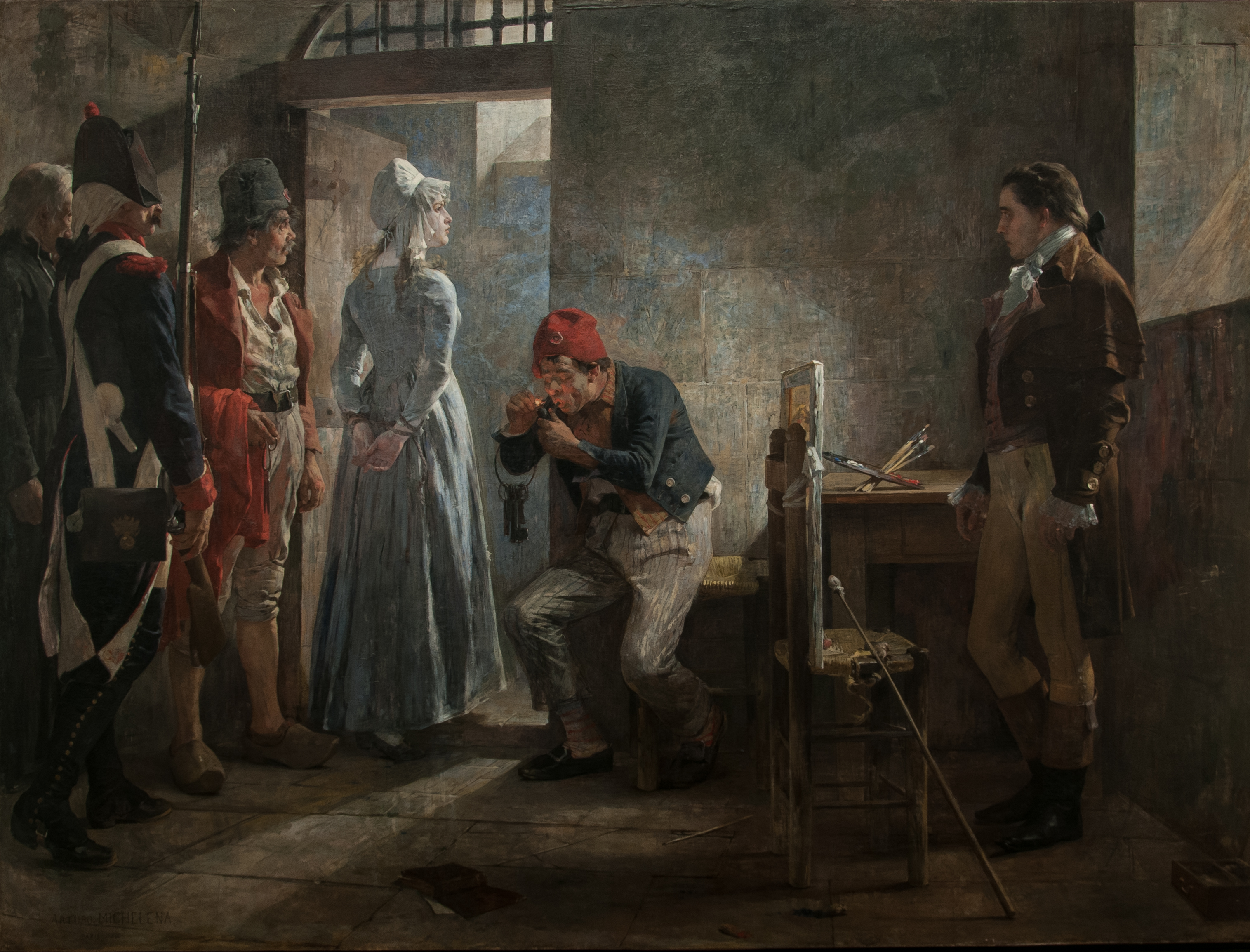
Arturo Michelena, Charlotte Corday, 1899.
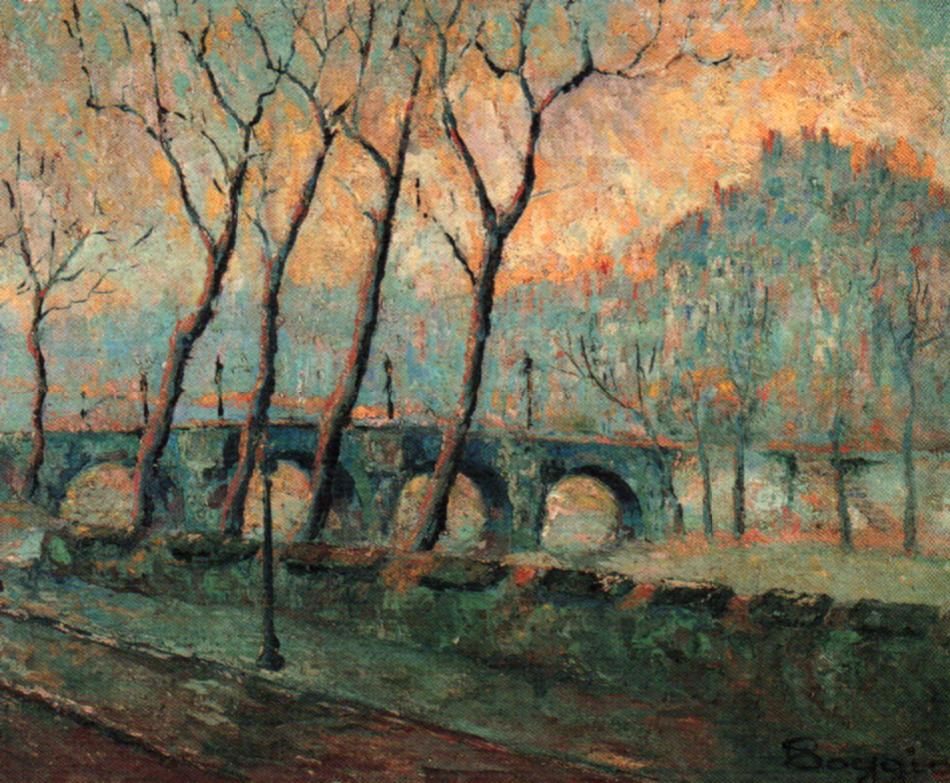
Emilio Boggio, Paisaje con puente, Sin fecha.